# Чёрная дроздовая мухоловка
Чёрная дроздовая мухоловка, или чёрный питоху (лат. Melanorectes nigrescens), — вид воробьиных птиц из семейства свистуновых, единственный в роде Melanorectes. Выделяют 5 подвидов. Эндемик Новой Гвинеи. МСОП присвоил виду статус «Вызывающие наименьшие опасения» (LC). 

## Описание
Чёрная дроздовая мухоловка достигает длины 23 см и массы от 73 до 86 г. У взрослых самцов номинативного подвида тело полностью сланцевато-чёрное, макушка и бока головы немного темнее, бока чуть более сланцевые, маховые и рулевые перья черновато-коричневые. Радужная оболочка тёмно-коричневая или серо-коричневая; клюв и ноги чёрные. У самки макушка пепельно-коричневая, лоб и уздечки чуть более серые, бока лица и шеи рыжевато-коричневые. Верхняя часть тела оливково-коричневая, надхвостье и верхние кроющие перья хвоста чуть более красноватые, маховые перья коричневые с каштановой окантовкой на внешних опахалах, кроющие перья крыла с красновато-коричневым оттенком, большие кроющие перья с оливковым оттенком, хвост каштановый, горло пепельно-коричневое. Нижняя часть тела рыжевато-коричневая; радужная оболочка коричневая, клюв черновато-коричневый, подклювье иногда бледнее, ноги тёмно-серые. 
Молодые самцы, как правило, от серовато-коричневого до черноватого цвета с каштановыми краями перьев, включая кроющие перья крыльев. Неполовозрелые самцы похожи на взрослых самцов, но светлее, сохраняют некоторые черты окраски кроющих перьев крыльев молодых особей, клюв бледный; неполовозрелые самки похожи на взрослых, но сохраняют некоторые черты окраски кроющих перьев крыльев молодых особей. Подвиды различаются по интенсивности и оттенкам окраски некоторых участков оперения.

## Голос
Вокализация очень разнообразна, варьируется географически и индивидуально. У каждой особи есть несколько песен. Основные песни описываются как серия приглушенных повышающих или понижающих нот; восходящая серия из 10 отрывистых звуков «kwik»; низкий сочный свист «hooo», который переходит в более высокий тон и повторяется каждые 4 секунды. Позывка представляет собой громкие звуки «wheet» или «whurr».

## Места обитания и биология
Чёрная дроздовая мухоловка является эндемиком Новой Гвинеи, ведёт оседлый образ жизни. Обитает в горных лесах преимущественно на высоте от 1600 до 2000 м над уровнем моря, местами от 1000 м до 2600 м. Встречается поодиночке или парами. Питается насекомыми и плодами, иногда семенами. Добывает пищу на земле или с листвы в нижних ярусах кроны. 
Биология размножения исследована недостаточно. Отдельные наблюдения за размножающимися птицами описаны в сентябре, ноябре и декабре. Чашеобразное гнездо, сооружённое из листьев папоротника и тонких корешков, размещается высоко на дереве. В кладке 1—2 яйца размером 32—33,2 х 22,6—23,7 мм; окраска скорлупы варьирует от бордово-коричневого до тёмно-розового цвета (со слегка желтоватым оттенком), с вкраплениями от светло- и тёмно-коричневого и серого цвета до тёмно-красновато-коричневого и фиолетового цвета. Другой информации нет.

## Подвиды
Выделяют 5 подвидов:
- Melanorectes nigrescens nigrescens (Schlegel, 1871) — северо-запад Новой Гвинеи
- Melanorectes nigrescens wandamensis (Hartert, 1930) — полуостров Вандаммен[англ.] (запад Новой Гвинеи)
- Melanorectes nigrescens meeki (Rothschild & Hartert, 1913) — запад центральной части Новой Гвинеи. Первоначально рассматривался как отдельный вид в роде Pitohui. Включает также Melanorectes nigrescens buergersi (Stresemann, 1922) — север и восток центральной части Новой Гвинеи
- Melanorectes nigrescens harterti Reichenow, 1911 — северо-восток Новой Гвинеи. Первоначально рассматривался как отдельный вид
- Melanorectes nigrescens schistaceus (Reichenow, 1900) — юго-восток Новой Гвинеи